# 李睿紳
李睿紳（1984年11月19日—），台灣男演員。2018年12月李睿紳與王依婷登記結婚。

## 電視劇
| 年份   | 頻道       | 劇名           | 飾演          |
| ------ | ---------- | -------------- | ------------- |
| 2014年 | 三立台灣台 | 《世間情》     | Jacky 李傑克  |
| 2015年 | 三立都會台 | 《軍官·情人》  | 毛先生        |
| 2015年 | 三立台灣台 | 《甘味人生》   | 張志群        |
| 2018年 | 三立台灣台 | 《金家好媳婦》 | 唐永權        |
| 2019年 | 三立台灣台 | 《炮仔聲 》    | 詹俊南 殷俊南 |
| 2020年 | 三立台灣台 | 《天之驕女》   | 高天皓 (KURO) |
| 2022年 | 三立台灣台 | 《一家團圓》   | 曹勝          |
| 2023年 | 三立台灣台 | 《天道》       | 廖凱鴻        |
| 2024年 | 三立台灣台 | 《願望》       | 顧成          |
| 2025年 | 大愛電視台 | 《九如一家人》 | 徐子青        |
| 2025年 | 三立台灣台 | 《百味人生》   |               |

## 綜藝節目
- 貴州衛視 非常完美

## 出版作品

### 雜誌
- MENS UNO 新娘物語
- COOL
- 女人自身

## 外部連結
- 李睿紳的Facebook專頁
- 李睿紳的新浪微博
- 李睿紳的Instagram帳戶